# Popillia lasiopyga
Popillia lasiopyga är en skalbaggsart som beskrevs av Lin 1987. Popillia lasiopyga ingår i släktet Popillia och familjen Rutelidae. Inga underarter finns listade i Catalogue of Life.